# انالاوری، مایریناریو
انالاوری، مایریناریو (به لاتین: Analavory, Miarinarivo) یک سکونتگاه مسکونی در ماداگاسکار است که در ایتاسی واقع شده‌است.

## خصوصیات
انالاوری ۴۵٬۰۰۰ نفر جمعیت دارد و ۱٬۱۹۹ متر بالاتر از سطح دریا واقع شده‌است.